# Esteban Ciaccheri
Esteban Ciaccheri (Pilar, 20 maggio 1991) è un calciatore argentino, attaccante del Rivadavia (L).

## Caratteristiche tecniche
È un centravanti.